# Вінцентув (Белхатовський повіт)
Вінцентув (пол. Wincentów) — село в Польщі, у гміні Русець Белхатовського повіту Лодзинського воєводства.
Населення — 103 особи (2011).
У 1975-1998 роках село належало до Серадзького воєводства.

## Демографія
Демографічна структура станом на 31 березня 2011 року:
|          | Загалом | Допрацездатний вік | Працездатний вік | Постпрацездатний вік |
| -------- | ------- | ------------------ | ---------------- | -------------------- |
| Чоловіки | 52      | 7                  | 32               | 13                   |
| Жінки    | 51      | 11                 | 24               | 16                   |
| Разом    | 103     | 18                 | 56               | 29                   |